# 55e cérémonie des British Academy Television Awards
Pour la cérémonie des BAFTAs récompensant le cinéma, voir la 61e cérémonie des British Academy Film Awards.
La 55e cérémonie des British Academy Television Awards s'est déroulée en juin 2008. Elle a été organisée par la British Academy of Film and Television Arts, récompensant les programmes diffusés à la télévision britannique au cours de la saison 2007-2008.

## Palmarès

### Meilleur acteur
- Andrew Garfield pour le rôle de Jack Burridge dans Boy A
  - Tom Hardy pour le rôle de Stuart Shorter dans Stuart : Une vie à l'envers
  - Matthew Macfadyen pour le rôle de Charlie dans Secret Life
  - Antony Sher pour le rôle de Primo Levi dans Primo

### Meilleure actrice
- Eileen Atkins pour le rôle de Deborah Jenkyns dans Cranford
  - Judi Dench pour le rôle de Miss Matty dans Cranford
  - Gina McKee pour le rôle de Jan Parr dans The Street
  - Kierston Wareing pour le rôle d'Angela dans It's a Free World!

### Meilleure performance comique
- James Corden - Gavin & Stacey
  - Peter Capaldi - The Thick of It
  - Stephen Merchant - Extras (épisode spécial de Noël)
  - David Mitchell - Peep Show

### Meilleure série dramatique
- The Street
  - Skins
  - Rome
  - Life on Mars

### Meilleurserialdramatique
- Les graines de la colère (Britz)
  - Cinq jours (Five Days)
  - Cranford
  - La Loi de Murphy (Murphy's Law)

### Meilleur téléfilm dramatique
- The Mark of Cain
  - Boy A
  - Coming Down the Mountain
  - The Trial of Tony Blair

### Meilleure suite dramatique
- Holby City
  - The Bill
  - EastEnders
  - Emmerdale

### Meilleure sitcom
- Peep Show
  - Benidorm
  - The Thick of It
  - The IT Crowd

### Meilleur émission comique
- Fonejacker
  - The Armstrong and Miller Show
  - Star Stories
  - Russell Brand's Ponderland

### Meilleure série internationale
- Heroes
  - Les Griffin (Family Guy)
  - Californication
  - Earl (My Name Is Earl)

### Phillips Audience Award
- Gavin & Stacey
  - The Apprentice
  - Coronation Street
  - Cranford
  - Britain's Got Talent
  - Andrew Marr's History of Modern Britain
  - Strictly Come Dancing

### BAFTA Fellowship
- Bruce Forsyth